# Kozan
Kozan – miasto w Turcji w prowincji Adana.
Według danych za rok 2000 miasto zamieszkiwało 75 833 osób.

## Historia
W czasach Asyrii miasto było znane pod nazwą Sissu. Podbite przez króla Asyrii Asarhaddona. W czasach starożytnych Grecy zwali je Sision (Σίσιον), a Rzymianie Flaviopolis. W 704 roku było oblężone przez Arabów, ale uwolniła je odsiecz Bizancjum. W IX wieku Flaviopolis zostało włączone do Kalifatu Abbasydów i zostało ufortyfikowane przez kalifa al-Mutawakkila. Po kolejnym okresie panowania bizantyjskiego miasto przeszło pod panowanie tureckich Seldżuków. W 1107 ormiański książę Toros I zdobył miasto zwane ówcześnie Sis i włączył do Małej Armenii. W 1187 r. Sis stało się rezydencją królów ormiańskich Małej Armenii, a od 1294 r. także siedzibą ormiańskiego katolikosa (patriarchy). Pałac królewski i katedra zostały zbudowane na ufortyfikowanym tarasie pod zamkiem. Kościół św. Sofii, zbudowany przez króla Leona I, był siedzibą królów Małej Armenii do początku XX wieku. W 1375 r. miasto zajęli Mamelucy i włączyli do swojego państwa z centrum w Egipcie. W następnych latach obszar Równiny Cylicyjskiej na której leży Sis, znajdował się pod kontrolą bejów zwanych Ramazanidami lub Ramadanidami z plemienia koczmańskiego z Turkmenistanu. Formalnie byli podporządkowani sułtanom mameluków, ale także opierali się napierającym Turkom. Po tym, jak w 1517 roku turecki sułtan Selim I podporządkował sobie Imperium Mameluków, Sis zostało włączone do Imperium osmańskiego, ale Ramadanidzi pozostawali gubernatorami prowincji Adana pod panowaniem osmańskim do początku XVII wieku, a Sis stało się centrum sandżaku, który został przyłączony do prowincji Cypru w 1571 roku. Na początku XX wieku większość mieszkańców stanowili Ormianie. W 1915 roku z miasta wygnano Ormian, a średniowieczna katedra św. Sofii została zniszczona. Miasto było okupowane przez wojska francuskie od 8 marca 1919 roku do 2 lipca 1920 roku podczas Tureckiej wojny o niepodległość. W 1928 roku miasto Sis zostało przemianowane na Kozan.

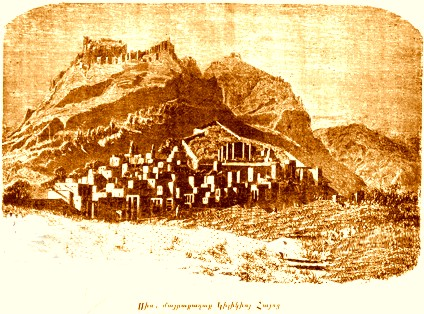
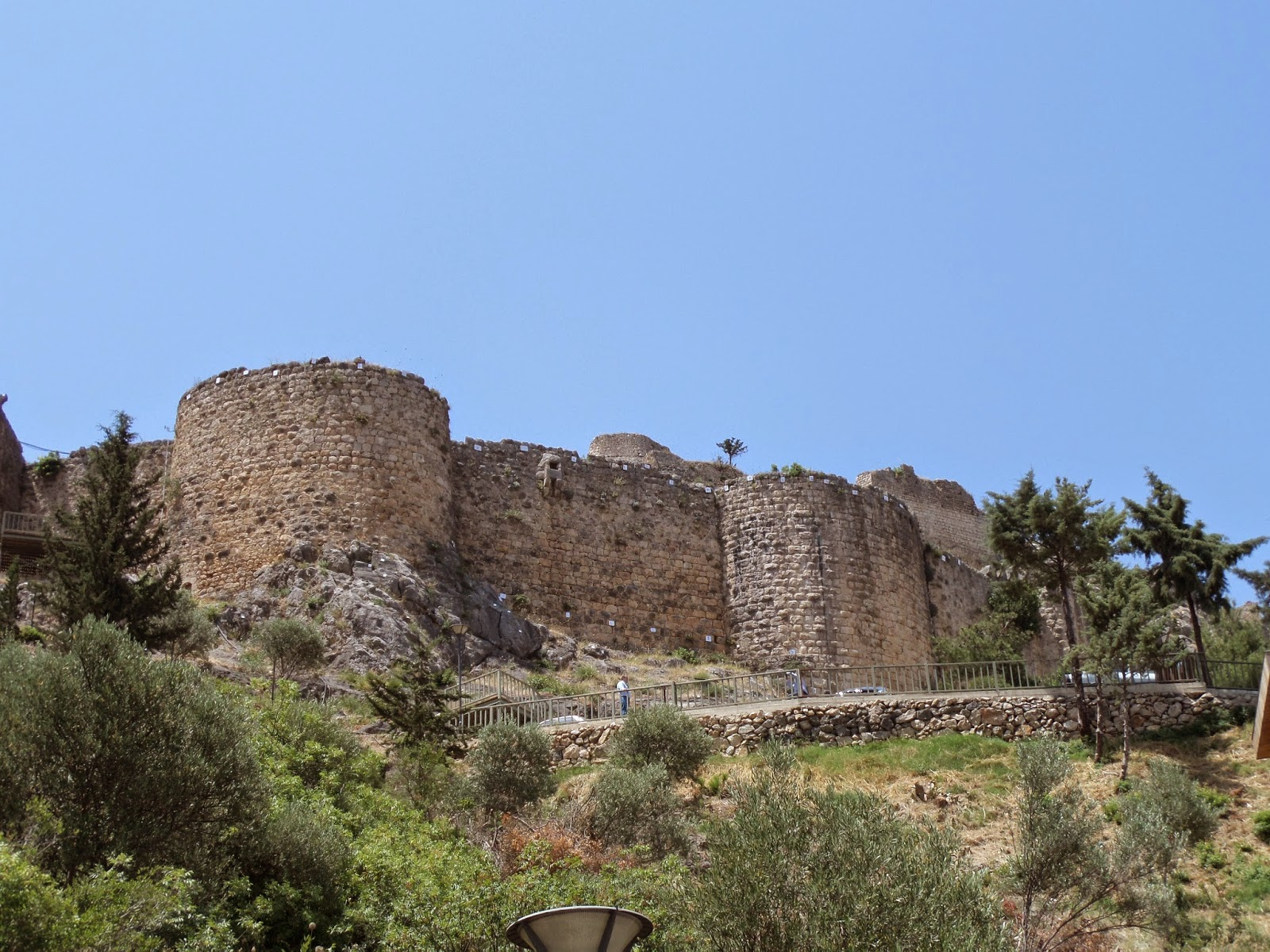
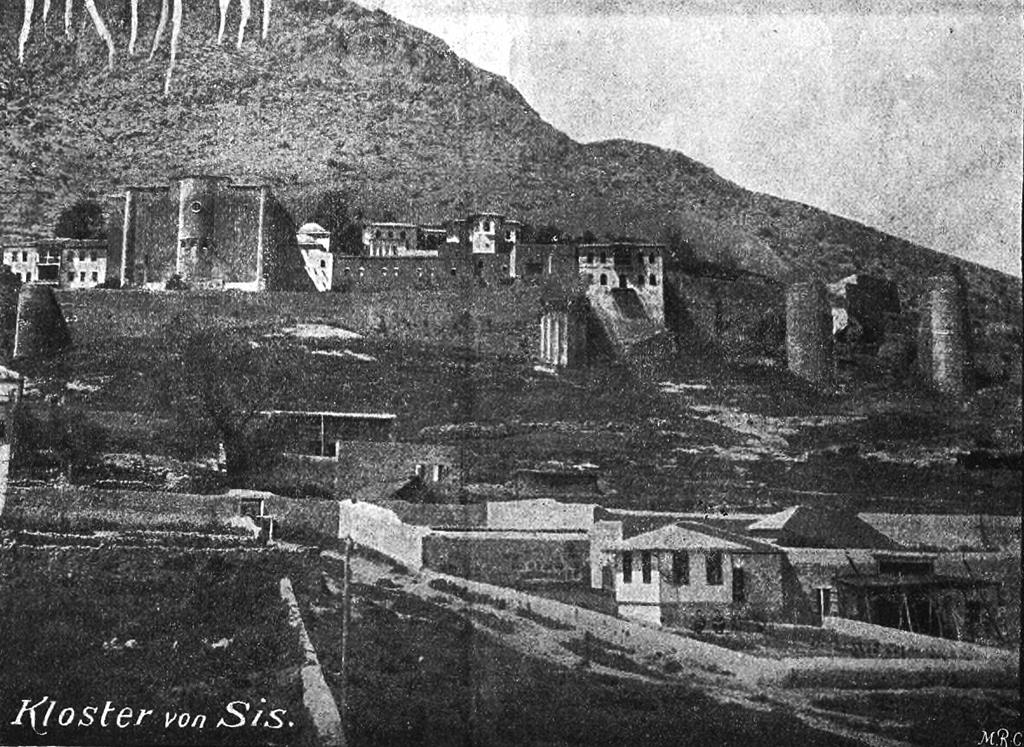
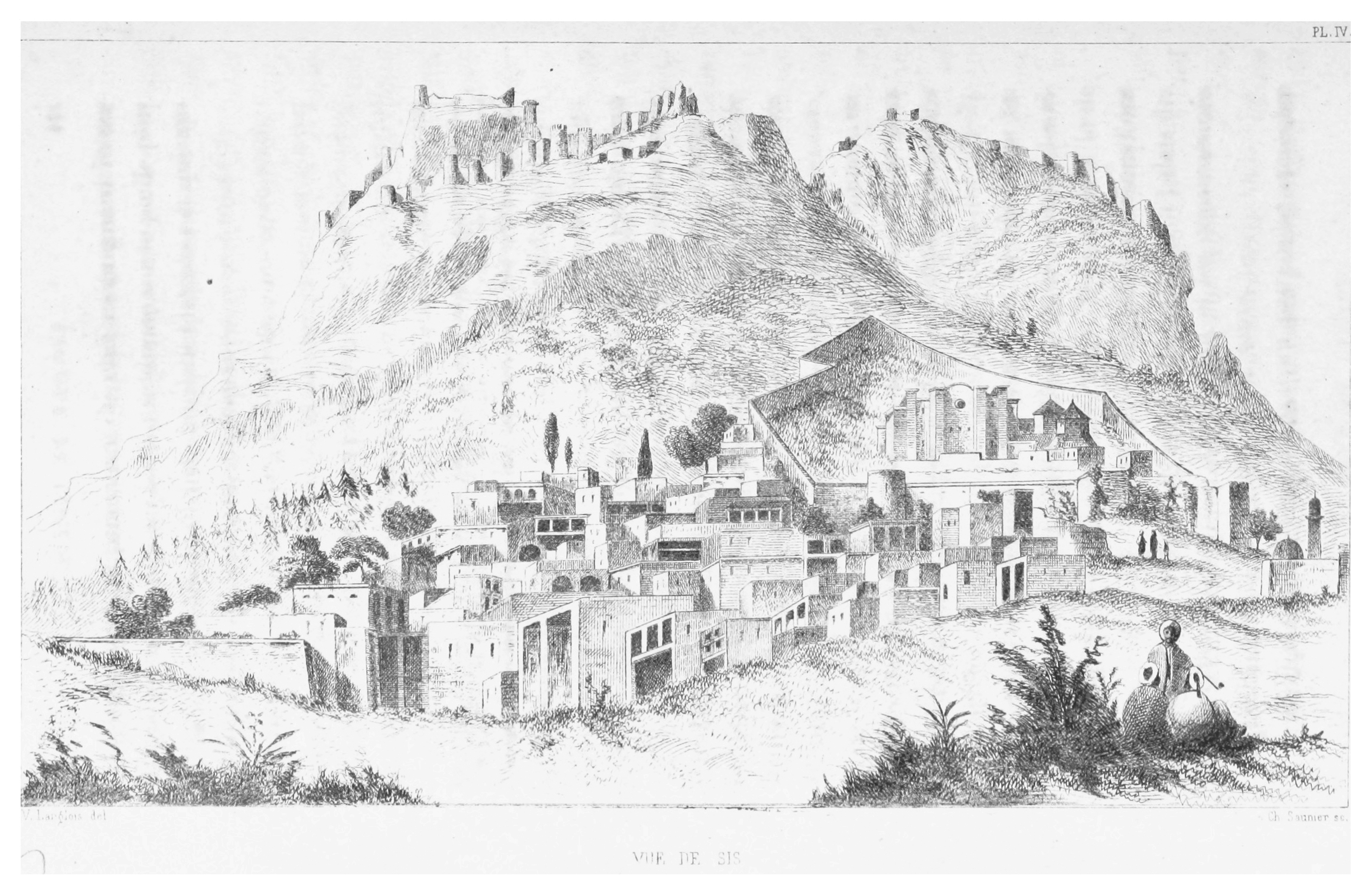
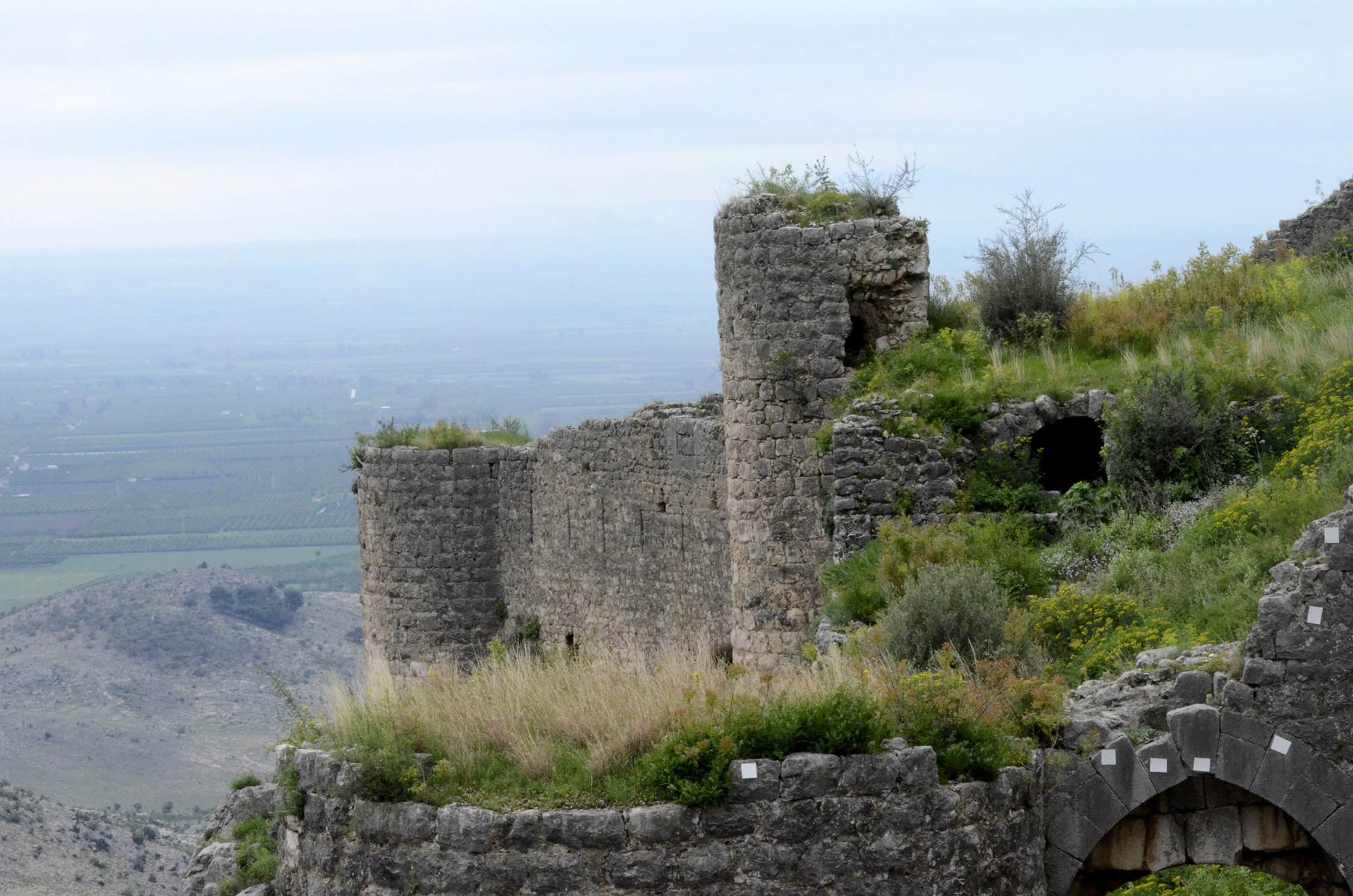
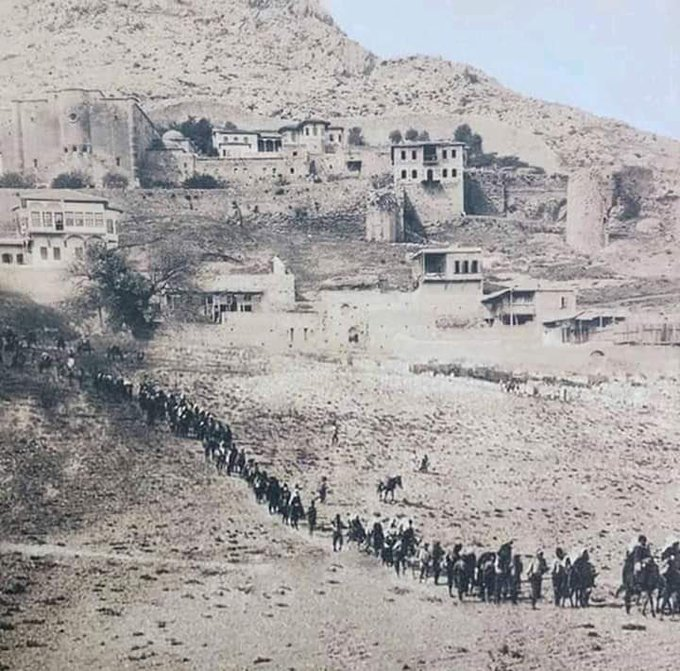
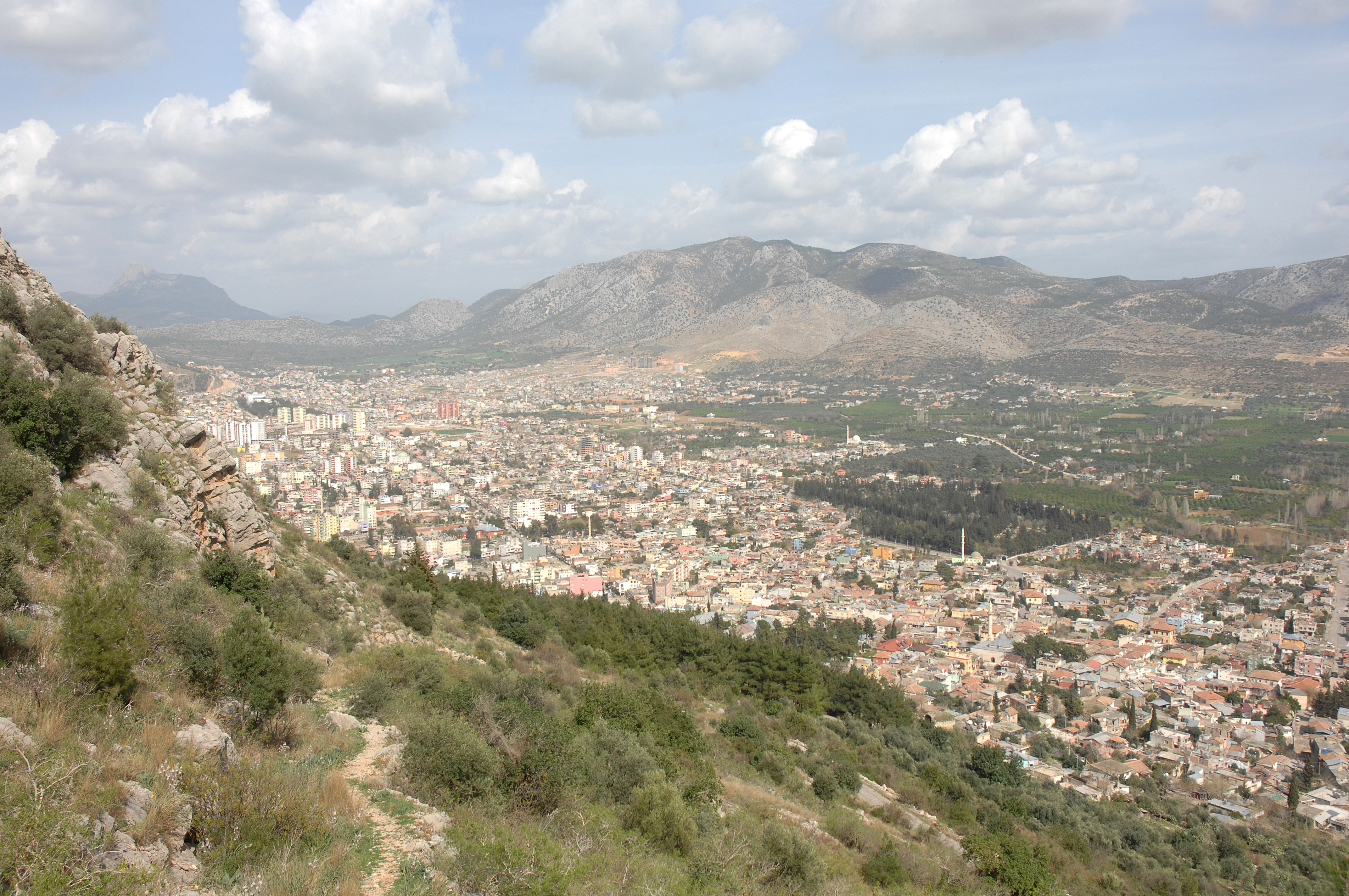
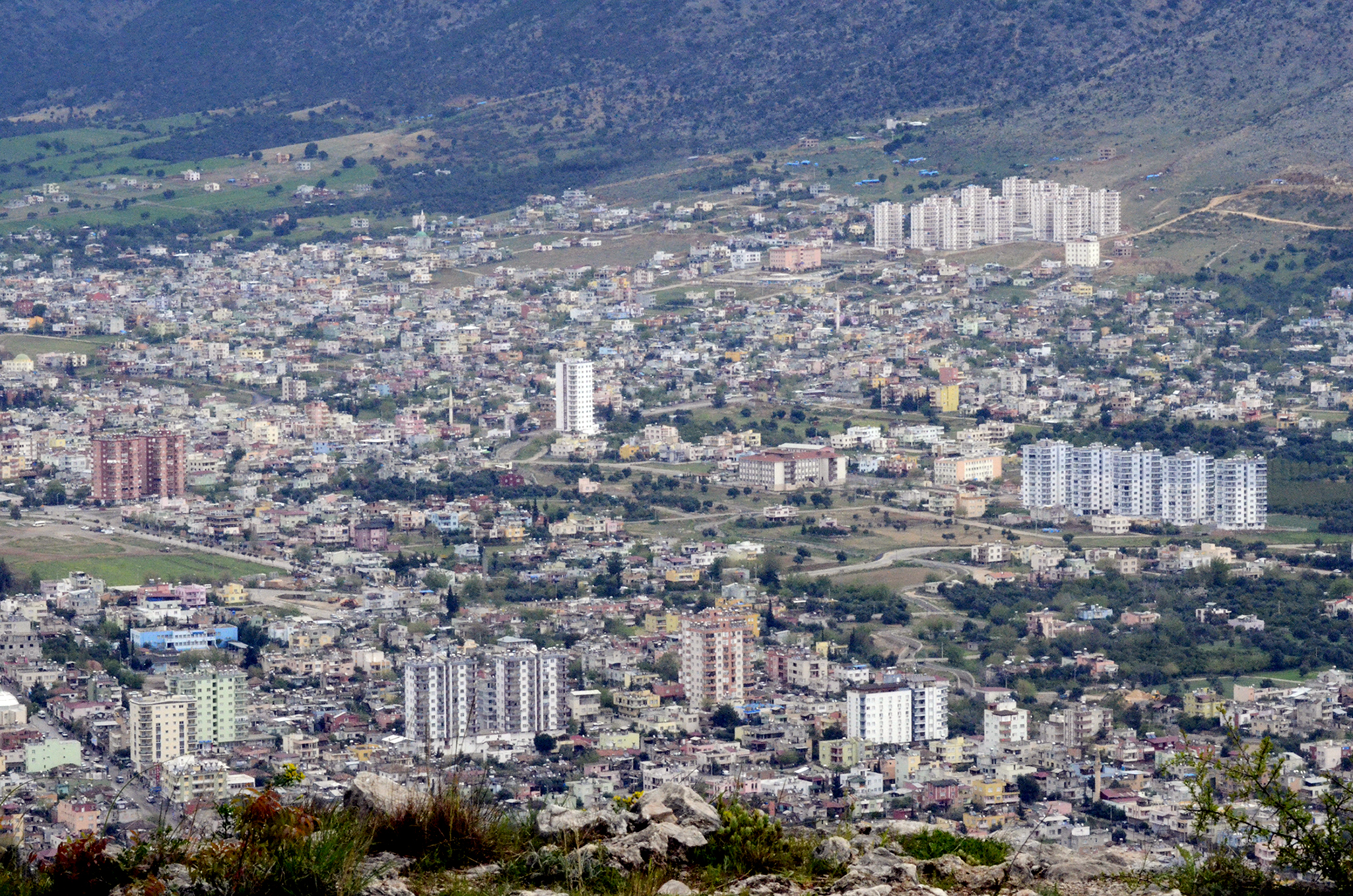